# Kosma Jachromski

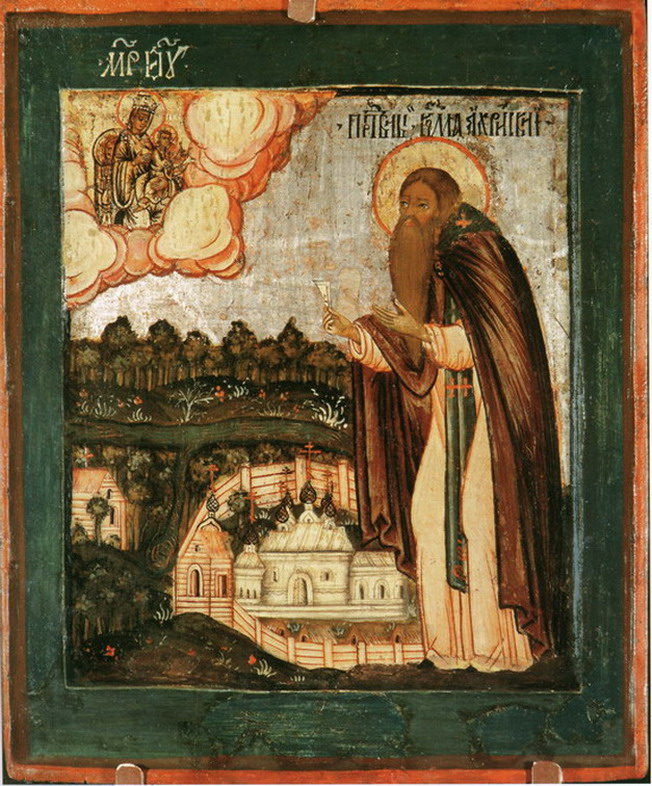
Ikona z wizerunkiem św. Kosmy Jachromskiego, adorującego wyłaniającą się z chmur Bogurodzicę, w tle widoczny założony przez niego monastyr Uspieński. Przełom XVII-XVIII w.

Kosma Jachromski, mnich (cs. Prepodobnyj Kosma Jachromskij) – święty Kościoła prawosławnego.
Żył w XV w. Śluby zakonne złożył w Monasterze Kijowsko-Pieczerskim, gdzie mieszkał przez pewien czas. Gdy otrzymał od Boga objawienie, opuścił braci i osiadł nad rzeką o nazwie Jachroma, w okolicach Suzdala na wschód od Moskwy. Tam założył monaster i został jego przełożonym. 
Święty prowadził wyjątkowo surowe, ascetyczne życie, dając przykład innym jak należy poświęcać się Bogu. Ze szczególną miłością przyjmował pielgrzymów i osoby poszukujące porady duchowej. Zmarł w głębokiej starości w 1492 r. Został pochowany pod cerkwią Zaśnięcia Matki Bożej, założonej przez niego wspólnoty. O świętości życia mnicha zaświadczały liczne przypadki uzdrowień, jakie miały miejsce przy jego grobie. Jego kult ma charakter lokalny. 
Wspomnienie liturgiczne tego świętego przypada na 18 lutego.
Na ikonach święty przedstawiany jest jako starzec w mniszym habicie. W oczy rzuca się szczególnie jego długa (sięgająca prawie do pasa) i zwężająca się ku dołowi, siwa broda. Prawą dłoń ma uniesioną w błogosławieństwie, w lewej trzyma zwój ze słowami pouczenia.